# Nykterhetsrörelsens bildningsverksamhet
Nykterhetsrörelsens Bildningsverksamhet (NBV), även kallat Studieförbundet NBV, är ett partipolitiskt och religiöst obundet studieförbund bildat 1971 genom samgående mellan Sveriges Blåbandsförbunds studieförbund, Godtemplarordens Studieförbund (bildat 1894) och Nationaltemplarordens Studieförbund. 
Ursprunget finns inom den klassiska nykterhetsrörelsen. Bland medlemsorganisationerna finns även andra organisationer som lyfter frågor som har med hälsa, integration och droger att göra och invandrargrupper, främst bosnier och somalier.

## Verksamhet
Verksamheten som NBV bedriver finansieras med bidrag från stat, landsting och kommun och är grundat i det uppdrag som Riksdagen gett folkbildningen. De erhöll 124.843.200 kr i statsbidrag 2017. Totalt fick studieförbunden 1.593.305.300 kr i statsbidrag 2017.
NBV har sex avdelningar med kontor på över 60 platser i landet. Verksamheten bygger bland annat på studiecirklar, föreningsverksamhet, kulturarrangemang, konserter och föreläsningar. Verksamheten består till stor del av så kallade "kamratcirklar", det vill säga cirklar som deltagare själva startar och driver tillsammans med föreningsmedlemmar och bekanta utefter gruppmedlemmarnas intresse. 
I Malmö finns även Oscar Olsson-museet. Den första studiecirkeln startades 1902 av Godtemplarorden IOGT. Initiativtagare var Oscar Olsson, en av de tidiga förgrundsfigurerna inom svensk folkbildning. 

## Medlemsorganisationer
NBV ägs av 19 ideella organisationer som tillsammans representerar över 130 000 medlemmar. NBVs uppdrag kommer från deras medlemsorganisationer som har sin grund i nykterhetsrörelsen. Medlemsorganisationerna möjliggör en stor verksamhet över hela landet med tusentals ideella cirkelledare och föreningsfunktionärer. NBV har också samarbetsavtal med 33 organisationer.

- IOGT-NTO
- IOGT-NTOs Juniorförbund (Junis)
- Ungdomens Nykterhetsförbund (UNF)
- Nykterhetsrörelsens Scoutförbund (NSF)
- Sveriges Blåbandsförbund (SBF)
- Sveriges Blåbandsungdom (SBU)
- Motorförarnas Helnykterhetsförbund (MHF)
- MHF-Ungdom
- Svenska Frisksportförbundet (SFF)
- Länkens Kamratförbund (KF-Länken)
- Riksförbundet Hälsofrämjandet
- Kriminellas Revansch i Samhället (KRIS)
- Unga KRIS
- Bosnien och Hercegovinas Kvinnoriksförbund i Sverige (BHKRF)
- Bosnien-Hercegovinas Riksförbund (BHRF)
- Bosniakiska Islamiska Samfundet (BIS)
- Bosnien-Hercegovinas Muslimska Ungdomsförbund (BEMUF)
- Bosniskhercegovinsk-Svenska Kvinnoförbundet i Sverige (BHSKF)
- Tempel Riddare Orden (TRO)

## Rektorer och förbundsordförande
Ordförande
- 2014–2017: Jonathan Hjort
- 2017–2023: Vidar Aronsson

Rektorer
- Sofia Modigh
- 2002–2009: Anders Castberger
- 2014–2019: Åke Marcusson
- 2019–2023: Göran Hägerdal, nuvarande